# Partit Comunista Algerià
El Partit Comunista Algerià (PCA) (francès: Parti Communiste Algérien, PCA) va ser un partit comunista d'Algèria. El PCA va emergir el 1920 com una extensió del Partit Comunista Francès (PCF), tot i que amb el temps se'n va separar (1936). El PCA es va oposar, sota la influència del PCF, a la lluita per a l'alliberament nacional d'Algèria, ja que el PCF considerava Algèria prematura per a la independència nacional.
El secretari general del PCA fou Bachir Hadj Ali. L'any 1955 el Partit Comunista va ser prohibit per les autoritats franceses. El partit es va orientar cap al moviment d'alliberament nacional. El PCA va obtenir estatus legal l'any 1962, però l'any 1964 va ser prohibit i dissolt. Els comunistes algerians més tard es van integrar en el Moviment Democràtic i Social.